# Selaginella monodii
Selaginella monodii är en mosslummerväxtart som beskrevs av Arthur Hugh Garfit Alston. Selaginella monodii ingår i släktet mosslumrar, och familjen mosslummerväxter. Inga underarter finns listade i Catalogue of Life.